# 神有三木電気鉄道ワム621形貨車
神有三木電気鉄道ワム621形貨車（しんゆうみきでんきてつどうワム621がたかしゃ）は、神有三木電気鉄道（現・神戸電鉄）が製作した15 t 積み鋼製二軸貨車（有蓋車）である。
本項では当形式を無蓋化改造したトム621形についても記述する。

## 概要
戦前の神戸有馬電気鉄道（現・神戸電鉄）では、自社線内の貨物列車に電動貨車デト1001形を使用していたが、休止された国鉄有馬線の代行として1943年（昭和18年）7月1日より連帯車扱貨物輸送を開始して以降は、国鉄との直通貨物列車が設定されるようになっていた。
本形式は1947年（昭和22年）、国鉄直通認可を受けた初の自社発注貨車として製造された15t積み鋼製有蓋車で、国鉄ワム23000形をベースとしている。
ワム23000形より全長が20mm長く、全幅が12mm狭いほか、自重が0.4t軽くなっているが、基本的には同仕様の同系車である。
神鉄線内の一般駅と国鉄各線をむすぶ貨物列車に使用されていたが、モータリゼーションの進行にともなって1963年（昭和38年）9月1日付で廃止された。
国鉄直通貨物廃止後も、自社線内の貨物列車は湊川 - 有馬温泉間の鮮魚輸送列車のみ運行され、当形式は鮮魚輸送専用として使用されたが、これも自動車輸送の発達にともなって廃止された。
| 車番    | 竣工           | 改造後の車番 |
| ------- | -------------- | ------------ |
| ワム621 | 1947年12月10日 | トム621      |
| ワム622 | 1947年12月10日 | トム622      |

## トム621形
前述のワム621形は貨物列車廃止直後の1969年（昭和44年）、事業用車両として使用するため無蓋化改造され、形式名がトム621形となった。
車体を撤去のうえ、鋼製の妻板とアオリ戸を設置したもので、バラスト輸送等の事業用貨車として使用されていたが、1973年（昭和48年）にアオリ戸が改造され、全高が2022mmとなった。
デヤ750形やクホ・サホ760形の登場で保線車両の近代化が進められたあとも、トム521形とともに事業用に使用されていたが、1989年（平成元年）にトキ501形が導入されたことにともなって同年3月引退した。
| 車番    | 無蓋化改造    | アオリ戸改造 |
| ------- | ------------- | ------------ |
| トム621 | 1969年4月28日 | 1973年2月6日 |
| トム622 | 1969年4月28日 | 1973年2月6日 |